# Deutscher Fernsehpreis 2023
Die Verleihung des Deutschen Fernsehpreises 2023 fand am 28. September 2023 im Coloneum in Köln statt, außerdem wurde die Gala zur Hauptsendezeit im Fernsehen ausgestrahlt. Im Gegensatz zu den Vorjahren gab es keine feste Moderation, sondern die Laudatoren führten durch die Verleihung. Am Vorabend wurden wie im Vorjahr in der sogenannten „Nacht der Kreativen“ die Preisträger in den Gewerken in der Flora ausgezeichnet. Eine feste Moderation wie in den letzten Jahren gab es nicht. Federführend für die Ausrichtung war turnusgemäß Sat.1.
Über Nominierte und Preisträger entschied eine Jury unter dem Vorsitz des Produzenten Wolf Bauer.
Qualifiziert für den Preis waren alle Fernsehproduktionen deutschen Ursprungs oder mit maßgeblicher kreativer und wirtschaftlicher Mitwirkung deutscher Auftraggeber, die zwischen dem 1. Juli 2022 und dem 30. Juni 2023 veröffentlicht wurden.
Die Nominierungen wurden am 11. September 2023 bekanntgegeben. Jeweils fünf Nominierungen erhielten die zweite Staffel der RTL-Serie Sisi und die Netflix-Serie King of Stonks, gefolgt von Kleo und Die Kaiserin mit jeweils vier sowie Der Schatten und Luden – Könige der Reeperbahn mit je drei Nennungen.

## Jury

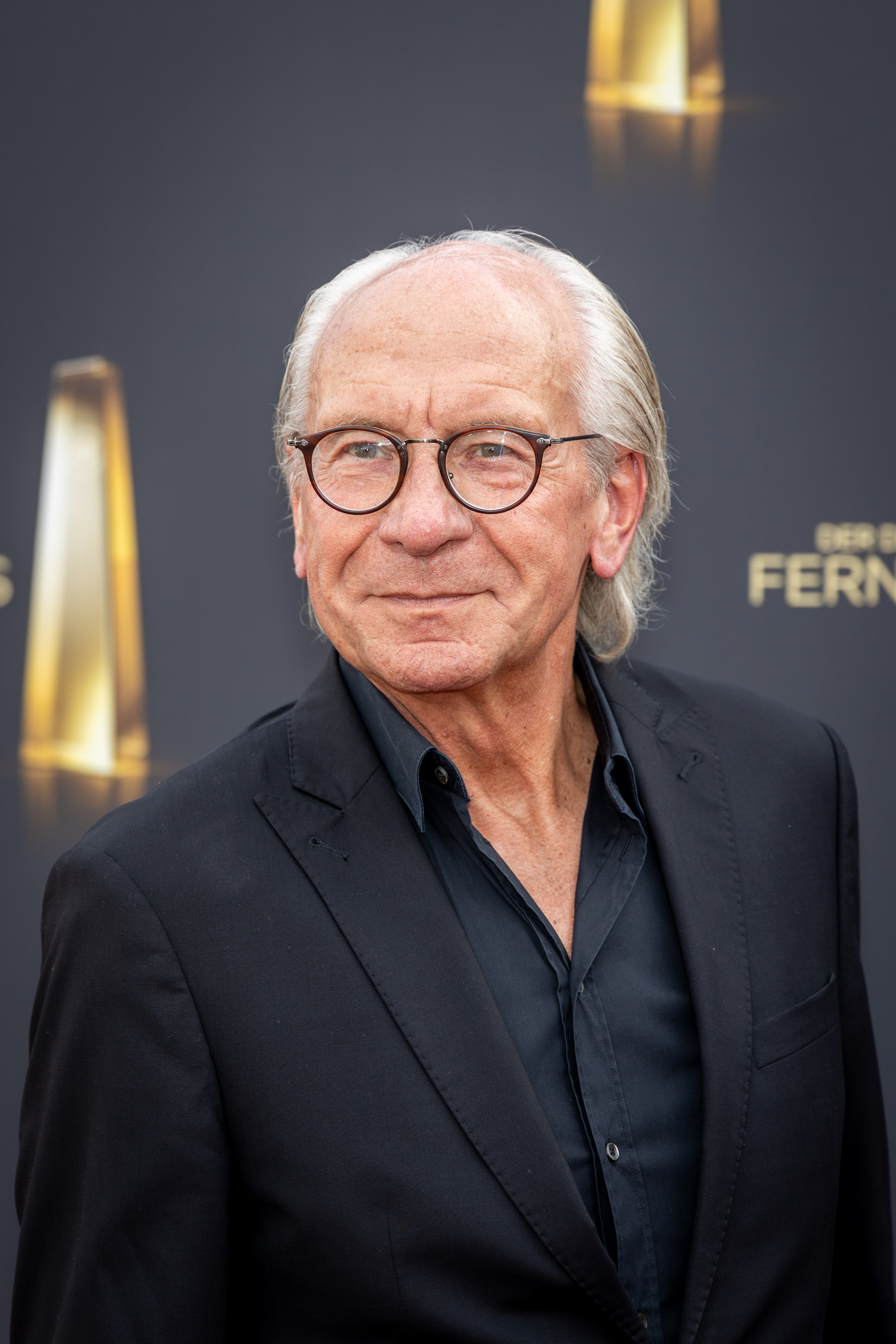
Der Juryvorsitzende der Verleihung 2023: Wolf Bauer

Über Nominierte und Preisträger entschied eine Jury. Die Sendervertreter arbeiteten mit in der Jury, stimmten jedoch bei der finalen Preisentscheidung nicht mit.
Die Jury für den Deutschen Fernsehpreis 2023 bildeten
- Wolf Bauer als Vorsitzender

sowie
- Nanni Erben (Produzentin, Geschäftsführerin Madefor Film)
- Michaela Hummel (Geschäftsführerin Doclights)
- Stephan Lamby (Journalist, Produzent ECO Media)
- Thomas Lückerath (DWDL-Chefredakteur)
- Valerie Niehaus (Schauspielerin)
- Astrid Quentell (Geschäftsführerin Noisy Pictures)
- Shary Reeves (Moderatorin, Autorin)
- Marc Terjung (Autor)
- Collien Ulmen-Fernandes (Moderatorin, Schauspielerin)

und
- Udo Grätz (Sendervertreter WDR, stellvertretender Chefredakteur)
- Daniel Guhl (Sendervertreter Deutsche Telekom, Business Unit TV Telekom)
- Florian Lüke (Sendervertreter RTL, Bereichsleiter strategische Programmplanung)
- Milena Seyberth (Sendervertreterin ZDF, Chefin vom Dienst der Intendanz)
- Burkhardt Weiß (Sendervertreter Sat.1, Executive Producer Content Development)

## Preisträger und Nominierungen: Fiktion

### Bester Fernsehfilm
Die Bürgermeisterin (ZDF)
Ramstein – Das durchstoßene Herz (ARD/SWR)
So laut du kannst (ZDF)

### Bester Mehrteiler
Der Schwarm (ZDF)
Gestern waren wir noch Kinder (ZDF)
Lauchhammer – Tod in der Lausitz (ARD/MDR/RBB)

### Beste Drama-Serie
Kleo (Netflix)
Die Kaiserin (Netflix)
Der Schatten (ZDFneo)

### Beste Comedy-Serie
King of Stonks (Netflix)
Die Discounter 2 (Prime Video)
Doppelhaushälfte (ZDF)

### Beste Schauspielerin
Jella Haase für Kleo (Netflix)
Dominique Devenport für Sisi 2 (RTL)
Nina Gummich für Alice (ARD/RBB/WDR)
Jeanette Hain für Luden – Könige der Reeperbahn (Prime Video)
Désirée Nosbusch für Süßer Rausch (ZDF), Conti (ZDF) und Sisi 2 (RTL)

### Bester Schauspieler

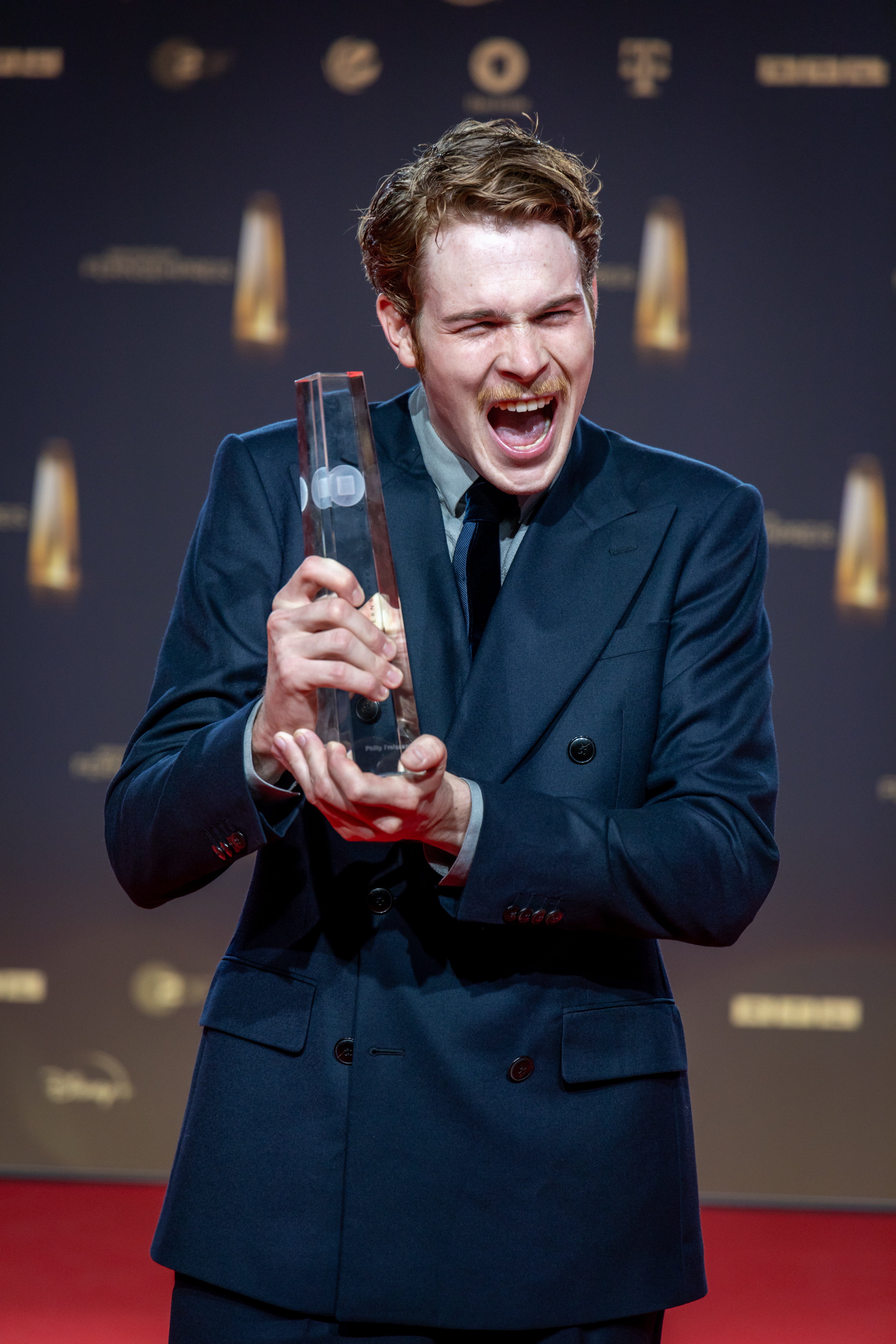
Philip Froissant

Philip Froissant für Die Kaiserin (Netflix)
Malick Bauer für Sam – Ein Sachse (Disney+)
Matthias Brandt für King of Stonks (Netflix)
Matthias Matschke für Wir sind die Meiers (ZDF)
Thomas Schubert für King of Stonks (Netflix)

### Beste Regie Fiktion
Nina Vukovic für Der Schatten (ZDFneo)
Viviane Andereggen und Jano Ben Chaabane für Kleo (Netflix)
Sven Bohse und Miguel Alexandre für Sisi 2 (RTL)

### Bestes Buch Fiktion
Natalie Scharf für Gestern waren wir noch Kinder (ZDF)
Hanno Hackfort, Bob Konrad, Richard Kropf und Elena Senft für Kleo (Netflix)
Philipp Käßbohrer, Jan Eichberg, Mats Frey und Fabienne Hurst für King of Stonks (Netflix)

### Beste Kamera Fiktion
Tim Kuhn für Luden – Könige der Reeperbahn (Prime Video)
Felix Novo de Oliveira für Lauchhammer – Tod in der Lausitz (ARD/MDR/RBB)
Pascal Schmit für Der Schatten (ZDFneo)

### Bester Schnitt/Montage Fiktion
Rainer Nigrelli, Florian Böttger und Christoph Otto für King of Stonks (Netflix)
Robert Eyssen, Boris Gromatzki und Heike Parplies für Die Kaiserin (Netflix)
Emil Belton, Bruno Alexander, Oskar Belton und Paul Sommerhalter für Intimate (Joyn)

### Beste Musik Fiktion
Christoph Schauer und Max Filges für Höllgrund (ARD/SWR)
Dascha Dauenhauer für Der Schwarm (ZDF)
Jessica de Rooij für Sisi 2 (RTL)

### Beste Ausstattung Fiktion
Gabriela Reumer (Kostüm) und Matthias Müsse (Szenenbild) für Die Kaiserin (Netflix)
Daiva Petrulyte (Kostüm) und Algirdas Garbaciauskas (Szenenbild) für Sisi 2 (RTL)
Myrna Wolff (Szenenbild), Natascha Curtius-Berger (Kostüm) und Georg Korpás (Maske) für Luden – Könige der Reeperbahn (Prime Video)

## Preisträger und Nominierungen: Unterhaltung

### Beste Unterhaltung Show
That’s my Jam mit Bill und Tom Kaulitz (RTL+)
Die Giovanni Zarrella Show (ZDF)
Wer stiehlt mir die Show? (ProSieben)

### Beste Comedy/Late Night
TV total (ProSieben)
LOL: Last One Laughing (Prime Video)
RTL Samstag Nacht – Das Wiedersehen (RTL)

### Bestes Factual Entertainment
Zum Schwarzwälder Hirsch – eine außergewöhnliche Küchencrew und Tim Mälzer (Vox)
BesserEsser – Lege packt aus (ZDFinfo)
Roadtrip Amerika – Drei Spitzenköche auf vier Rädern (Kabel Eins)

### Beste Unterhaltung Reality
Ich bin ein Star – Holt mich hier raus! (RTL)
First Dates – Ein Tisch für zwei (Vox)
Kampf der Realitystars (RTL Zwei)

### Beste Einzelleistung/Moderation Unterhaltung
Barbara Schöneberger für Eurovision Song Contest 2023 – Unser Lied für Liverpool (ARD/NDR)
Jan Köppen für Ich bin ein Star – Holt mich hier raus! (RTL) und Take Me Out (RTL)
Esther Sedlaczek für Quizduell-Olymp (ARD/NDR) und Frag doch mal die Maus (ARD/WDR)

### Beste Regie Unterhaltung

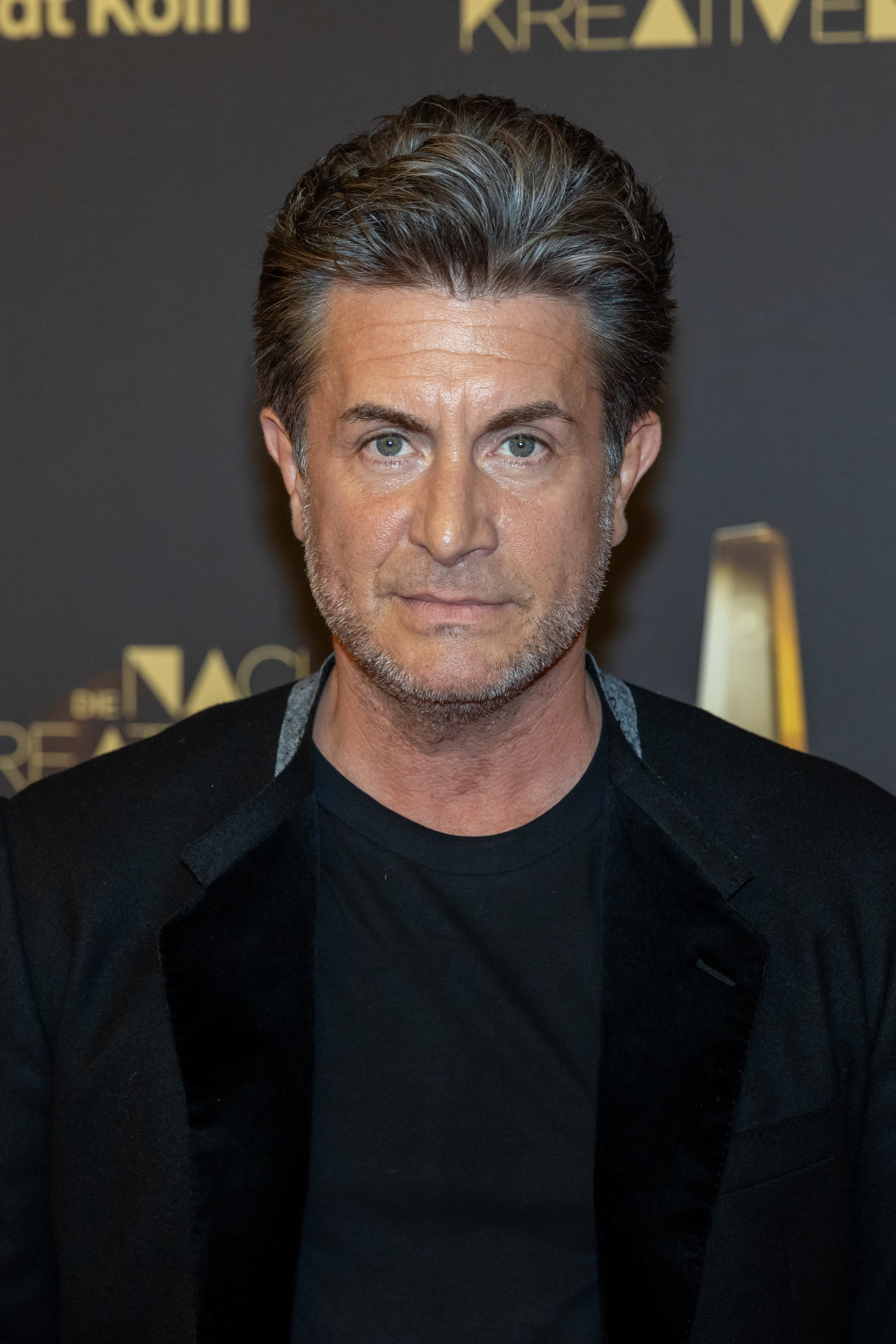
Mark Achterberg

Mark Achterberg für Die Giovanni Zarrella Show (ZDF) und Let’s Dance (RTL)
Alexandra Farrensteiner für Eurovision Song Contest 2023 – Unser Lied für Liverpool (ARD/NDR)
Sascha Gröhl für Zum Schwarzwälder Hirsch – eine außergewöhnliche Küchencrew und Tim Mälzer (Vox)

### Bestes Buch Unterhaltung
Jakob Lundt für Wer stiehlt mir die Show? (ProSieben)
Till Reiners für Till Reiners’ Happy Hour (3sat)
Raphael Selter für Browser Ballett: Atomkrieg – Der Talk (ZDFneo)

### Beste Ausstattung Unterhaltung

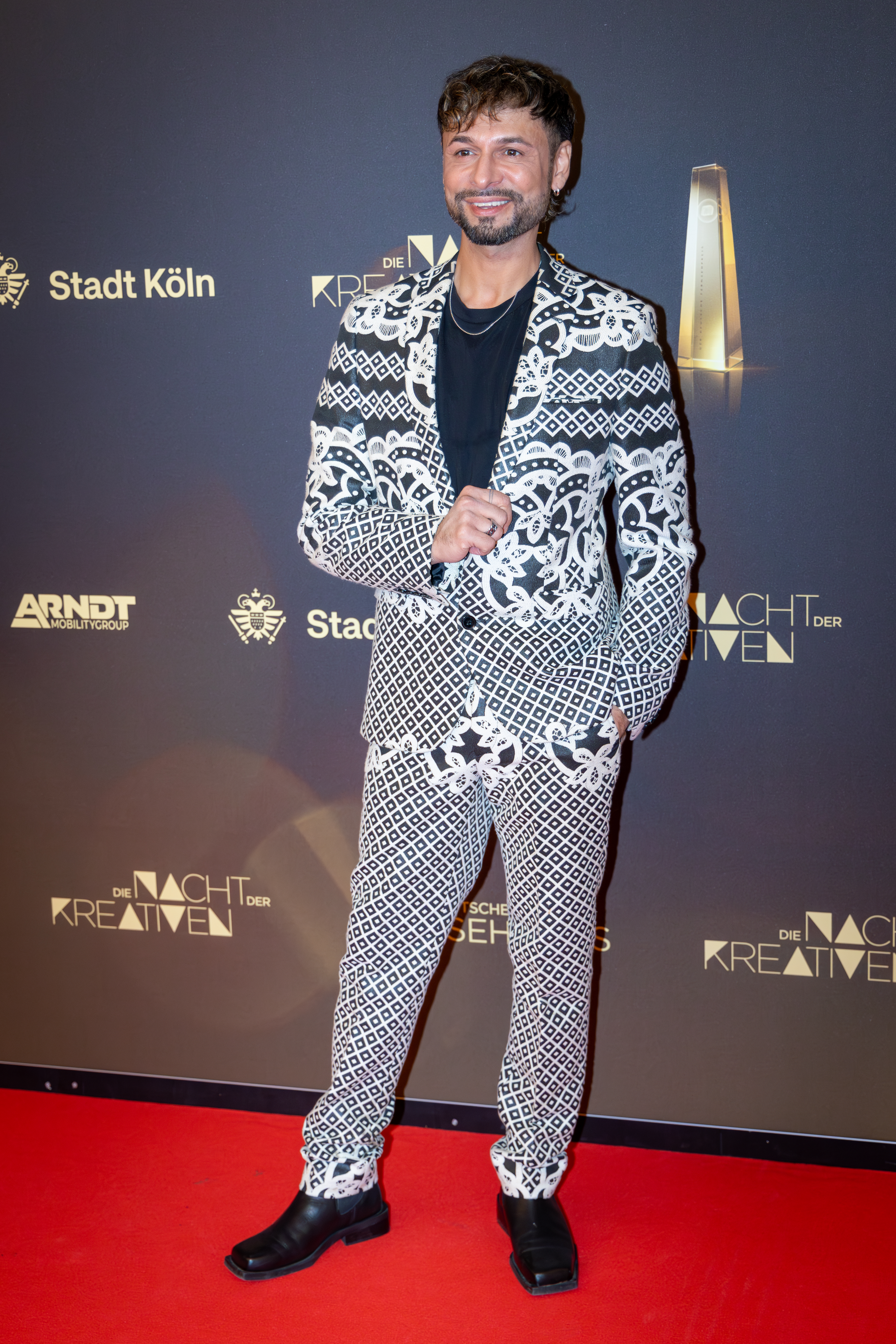
Angel Garcia

Angel Garcia (Kostüme Tänzer) für The Masked Singer (ProSieben)
Bode Brodmüller (Set-Design), Simon Sutner (Leitung Requisite) und Jonas König (Licht) für Joko & Klaas gegen ProSieben (ProSieben)
Florian Wieder, Per Arne Janssen (Set-Design), Paola von Griesheim (Requisite) und Katia Convents (Kostüm/Styling) für Let’s Dance (RTL)

## Preisträger und Nominierungen: Information

### Beste Information
August 2022: Sechs Monate Krieg gegen die Ukraine – tagesthemen live aus Kiew (ARD)
Berichterstattung zum Aufstand der Gruppe Wagner in Russland (n-tv)
Studio-Team Welt (Nachrichtenberichterstattung) (Welt)

### Bestes Infotainment
Sterben für Anfänger (RTL+)
Joko & Klaas LIVE #IranRevolution (ProSieben)
Sat.1-Frühstücksfernsehen (Sat.1)

### Beste Dokumentation/Reportage
ProSieben THEMA. Verlassen und vergessen? Afghanistan im Griff der Taliban (ProSieben)
frontal: Die Straße des Todes – Kriegsverbrechen in der Ukraine (ZDF)
die story: Leben nach Butscha – Trauma und Hoffnung (ARD/WDR)
Team Wallraff – Reporter undercover: Undercover bei Burger King (RTL)
ZDFzeit: Geheimsache Katar – wie ein Land den Fußball kaufte (ZDF)

### Beste Doku-Serie
Joko Winterscheidt Presents: The World’s Most Dangerous Show (Prime Video)
Juan Carlos – Liebe, Geld, Verrat (Sky)
Die Kinder von Lügde – Alle haben weggesehen (ZDFinfo)
Marie will alles – Durchstarten mit Down-Syndrom (WDR)
Second Move Kills – 5 Jahre mit Jens Spahn (RTL+)

### Beste Moderation/Einzelleistung Information
Arndt Ginzel für Berichterstattung zum Ukraine-Krieg (ZDF)
Vassili Golod für Berichterstattung zum Ukraine-Krieg (ARD)
Isabel Schayani für Weltspiegel (ARD)

### Beste Kamera Information/Dokumentation
Nicolai Mehring für Erfundene Wahrheit – Die Relotius-Affäre (Sky)
Tim David Höddinghaus und Mathias Schöningh für Joko Winterscheidt Presents: The World’s Most Dangerous Show (Prime Video)
Jürgen Rehberg für Petra Kelly – Der rätselhafte Tod einer Friedensikone (Sky)

### Bester Schnitt/Montage Information/Dokumentation
André Nier und Sarah-Christin Peter für Reeperbahn Spezialeinheit FD65 (ARD/NDR/SWR/WDR/RBB)
Marc Accensi, André Nier und Sofia Angelina Machado für Juan Carlos – Liebe, Geld, Verrat (Sky)
Malte Schlieker für Joko Winterscheidt Presents: The World’s Most Dangerous Show (Prime Video)

## Preisträger und Nominierungen: Sport

### Beste Sportsendung
FIFA Fußball-Weltmeisterschaft Katar 2022 (ZDF)
Darts-Weltmeisterschaft 2023 (Sport1)
FIBA Eurobasket 2022 (MagentaTV)

## Weitere Preisträger

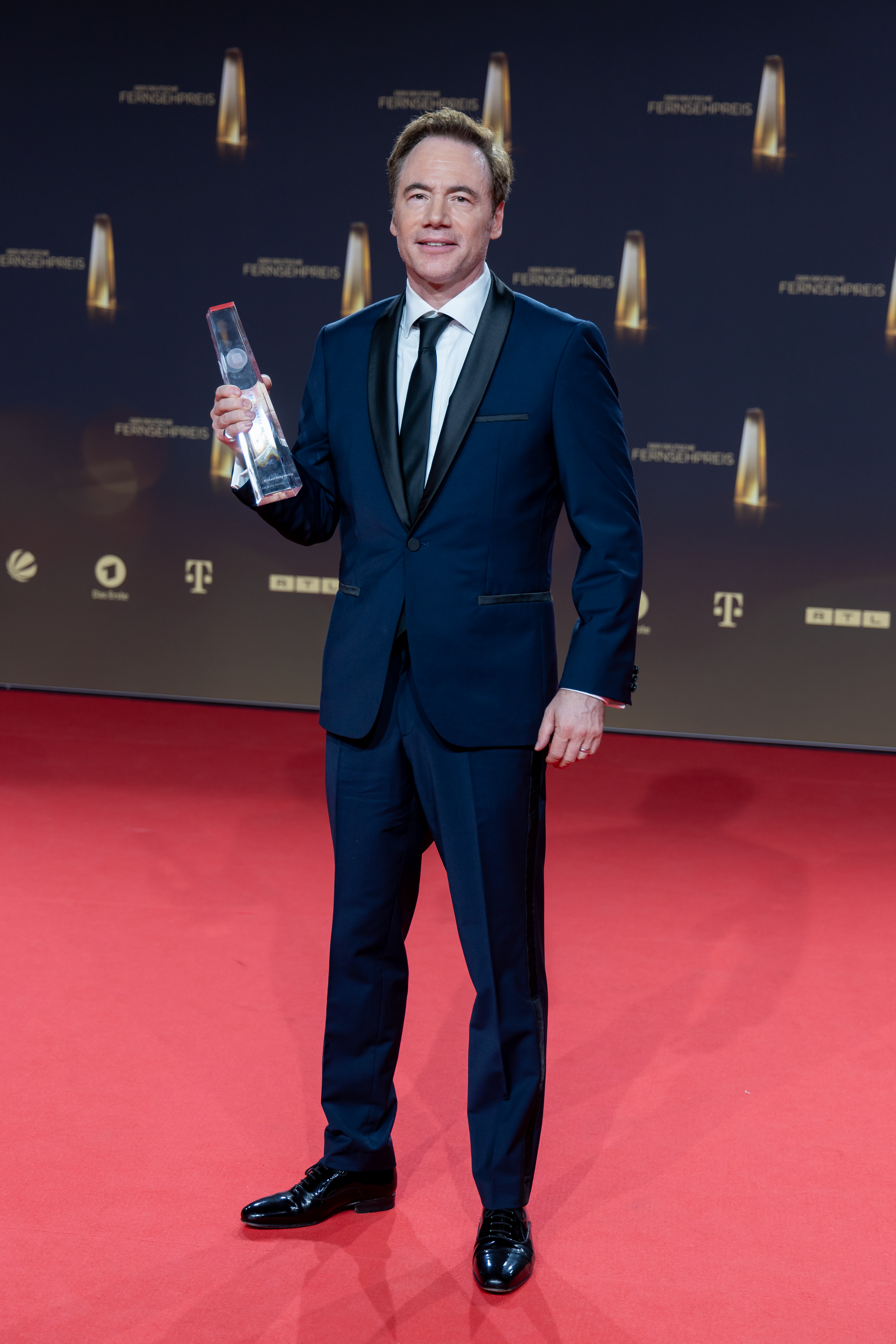
Michael "Bully" Herbig mit dem Ehrenpreis der Stifter

Die folgenden Preise sind von den Stiftern des Deutschen Fernsehpreises gesetzte Preise und werden ohne vorherige Nominierung verliehen. Zu den Stiftern gehören Daniel Rosemann, Geschäftsführer von Sat.1, Tom Buhrow, Intendant des WDR, Norbert Himmler, Intendant des ZDF sowie Arnim Butzen, stellvertretender TV-Chef der Telekom Deutschland. Neu hinzugekommen ist Stephan Schmitter, Programm-Geschäftsführer von RTL Deutschland.

### Ehrenpreis der Stifter
Den Ehrenpreis der Stifter 2023 erhielt der Schauspieler und Regisseur Michael Herbig. Damit ehren die Stifter des Deutschen Fernsehpreises eine Person für ihre Verdienste in Film und Fernsehen. Der Preisträger wurde vor der Verleihung am 13. September 2023 bekannt gegeben.

### Förder-/Nachwuchspreis
Der mit 15.000 Euro dotierte Förderpreis für den Nachwuchs wurde an die Filmproduktionsgesellschaft Kleine Brüder für ihre Arbeit an der Serie Intimate vergeben.